# Euaresta
Genre
Euaresta est un genre d'insectes diptères de la famille des Tephritidae.

## Liste des espèces
Selon Catalogue of Life (5 avril 2019) :
- Euaresta aequalis (Loew, 1862)
- Euaresta bella (Loew, 1862)
- Euaresta bellula Snow, 1894
- Euaresta bullans (Wiedemann, 1830)
- Euaresta festiva (Loew, 1862)
- Euaresta jonesi Curran, 1932
- Euaresta meridiana (Becker, 1919)
- Euaresta meridionalis Aczel, 1952
- Euaresta philodema (Hendel, 1914)
- Euaresta regularis Norrbom, 1993
- Euaresta reticulata (Hendel, 1914)
- Euaresta sinensis (Hendel, 1927)
- Euaresta stelligera (Coquillett, 1894)
- Euaresta stigmatica Coquillett, 1902
- Euaresta tapetis (Coquillett, 1894)
- Euaresta toba (Lindner, 1928)
- Euaresta versicolor Norrbom, 1993